# Demänovská jeskyně míru
Demänovská jeskyně míru je doposud veřejnosti nepřístupná jeskyně soustavy Demänovských jeskyní.
Tvoří genetické spojení mezi Demänovskou ledovou jeskyní a Jeskyní svobody. Její vchod leží v dolině Vyvěrání ve výšce 800 m n. m., asi 13 km nad vyvěračkou potoka Demänovky. Z celkové délky 6700 m se připravuje ke zpřístupnění 2200 m dlouhý úsek.
Jde o typově říční jeskyni ve zralém stadiu vývoje s bohatou krápníkovou výzdobou. Zahrnuje prostorné chodby a dómy, vytvořené podzemními vodami Demänovky v pěti jeskynních úrovních v průběhu staršího a středního pleistocénu. V nejvyšším patře (Kostnice) se nalezly kosti jeskynního medvěda (Ursus speleus).